# Бігль-2
«Бігль-2» — посадковий модуль, призначений для досліджень в рамках місії Марс-експрес в 2003 році. Розроблено британськими вченими під керівництвом Колін Піллінджер для пошуку слідів життя на Марсі. Названий на честь корабля «Бігль», на якому подорожував Чарлз Дарвін. Апарат успішно сів на Марс, але не вийшов на зв'язок і був виявлений лише через 12 років. Зображення показали, що апарат приземлився успішно, але дві з чотирьох сонячних панелей не розгорнулись, блокуючи антену зв'язку.

## Хід польоту
Корабель стартував 2 червня 2003 року. Передбачалося, що апарат пропрацює на поверхні планети близько 180 днів, з можливим продовженням місії до одного марсіанського року (687 земних днів). «Бігль-2» повинен був дослідити геологію, мінералогію, геохімію місця посадки, зібрати дані метеорологічної обстановки і клімату, провести пошук слідів існування життя на Марсі. Посадка, яка відбулася 25 грудня 2003 року, імовірно, пройшла вдало, але апарат на зв'язок не вийшов.

## Місце посадки
У грудні 2005 року при аналізі знімків поверхні Марса, зроблених міжпланетним апаратом Mars Global Surveyor, учені виявили ймовірне місце посадки модуля «Бігль-2». 2006 року почав роботу апарат Mars Reconnaissance Orbiter із камерою HiRISE, яка дає розділення 25 см на піксель, і «Бігль-2» почали шукати на її знімках. Виявилося, що він сів на рівнині Ісіди за координатами 11°31′44″ пн. ш. 90°25′53″ сх. д. / 11.52879° пн. ш. 90.43139° сх. д..
Вивчивши фотографії, вчені заявили, що зонд приземлився майже неушкодженим. На фотографії можна побачити кілька темних плям, які, ймовірно, є повітряними подушками і парашутами апарата. Це означає, що всі системи безпеки спрацювали правильно і до зіткнення з поверхнею модуль залишався справним.
Основною причиною виходу з ладу визнано відмову обладнання зв'язку.